# Torquigener whitleyi
Torquigener whitleyi е вид лъчеперка от семейство Tetraodontidae. Видът не е застрашен от изчезване.

## Разпространение и местообитание
Разпространен е в Австралия (Западна Австралия, Куинсланд, Нов Южен Уелс и Северна територия) и Индонезия.
Среща се на дълбочина от 1 до 88,9 m, при температура на водата от 22,7 до 26,5 °C и соленост 35,1 – 35,5 ‰.

## Описание
На дължина достигат до 9,8 cm.